# تپه حاجوک ۵
تپه حاجوک ۵ مربوط به سده‌های ۴ تا ۹ ه.ق است و در شهرستان زابل، بخش پشت آب، دهستان ادیمی، ۶۰۰ متری شمال غرب روستای حاجوک واقع شده و این اثر در تاریخ ۲۰ اسفند ۱۳۸۵ با شمارهٔ ثبت ۱۸۰۸۱ به‌عنوان یکی از آثار ملی ایران به ثبت رسیده است.